# Steinbruchstraße am Qarunsee
Die Steinbruchstraße am Qarunsee in Ägypten gilt als die älteste weitgehend erhaltene befestigte Straße der Welt und wurde 1996 von der American Society of Civil Engineers als Lake Morris Road mit der Referenznummer 183 in die Liste der Historic Civil Engineering Landmarks aufgenommen. Die Fertigstellung der Straße wurde anhand der Begleitfunde auf 2500–2100 v. Chr. datiert, nach anderer Quelle 2600–2200 v. Chr. (spätes Altes Reich oder Erste Zwischenzeit).
Die Straße war der erste Teil der Verbindung, über die Blöcke dunklen Vulkangesteins aus einem Steinbruch am Qarunsee über 96 km zur Nekropole von Gizeh nahe dem heutigen Kairo verbracht wurden. Die Straße überbrückte die Entfernung von einem Travertinsteinbruch zum damaligen Nordwestufer des Sees, der seither stark zurückging. Vom See aus konnten die Blöcke, wenn der Nil wegen der Sommerflut hoch genug stand, um die Kanäle zum See zu fluten, per Schiff nach Gizeh befördert werden.
Die Straße ist mit einer Breite von etwa 2,10 m erbaut worden, was nach der altägyptischen Königselle (Meh, englisch: cubit) etwa vier solcher Längeneinheiten entspricht. Sie verbindet auf der noch erhaltenen Trasse mit einer Länge von 11 Kilometern die Hügelgruppe Widan el-Faras mit der unvollendeten Tempelanlage Qasr el-Sagha am Nordrand des Qarunsees. Ihre Oberfläche ist mit Stücken aus Basalt, Kalkstein, Sandstein und verkieseltem Holz belegt. Dabei bilden Basalt und Kalkstein in der Umgebung von Widan el-Faras den Hauptteil der verwendeten Straßenbaumaterialien. Da die schweren Transporte keine Schleifspuren hinterlassen haben, wurde nach einigen Interpretationen angenommen, dass die Steinblöcke auf Schlitten gelagert waren und flache Holzbalken unbefestigt vor ihnen auf die Straßenoberfläche gelegt worden sein könnten. Andere Forschungen betrachten diese Theorie kritisch.
Erste Teile der Straße wurden bereits im frühen 20. Jahrhundert entdeckt. Ihre Funktion erschloss sich jedoch erst in den frühen 1990er-Jahren durch die Entdeckung eines liegengebliebenen Blockes.